# Amber Liu
Amber Josephine Liu (Los Angeles, Califórnia, 18 de setembro de 1992), mais conhecida por seu nome artístico Amber Liu, é uma cantora, rapper e compositora norte-americana de origem chinesa. Ficou popularmente conhecida ao debutar como membro do girl group sul-coreano F(x) em setembro de 2009.
Tornou-se a primeira integrante do grupo a fazer uma estreia solo com o lançamento de seu primeiro EP Beautiful, em 2015. Desde então, lançou singles em coreano, inglês e mandarim.
Em julho de 2018 ingressou na Steel Wool Entertainment após esta firmar uma parceria de sua gravadora original, a SM Entertainment, para gerenciar suas atividades nos Estados Unidos.
Após deixar a SM em setembro de 2019, assinou um contrato de exclusividade com a Steel Wool para o lançamento de seu EP "X" em 2020. Em maio de 2021, também assinou com a Ryce Entertainment para gerenciamento de suas atividades na China após uma passagem bem-sucedida como mentora no programa de sobrevivência Produce Camp 2021.
Em 2023 alcançou grande popularidade na China após participar de uma série de programas da televisão local, como Sisters Who Make Waves, A Delicious Guess e Our Songs: Singing With Legends.
Atualmente está percorrendo os Estados Unidos e a Ásia com sua nova turnê, a No More Sad Songs Tour.

## Vida pessoal
Amber tem uma irmã mais velha chamada Jackie. Seus pais são chineses e se conheceram quando ambos já estavam nos Estados Unidos.Frequentou a Hale Middle School em Los Angeles. Além do inglês, fala fluentemente mandarim, coreano (apesar de algumas vezes ter dificuldade) e um também pouco de japonês e cantonês. Pratica rap desde os 12 anos. Tem um canal no Youtube chamado Amber Liu.

## Carreira

### 2007-2010: Entrada na SM Entertainment e debut do F(x)
Amber tornou-se uma trainee da SM Entertainment em 2007 após participar das audições globais da empresa em Los Angeles. Durante um episódio do reality show do grupo, Go f(x), Liu revelou que seus pais inicialmente tinham sentimentos confusos em relação à sua carreira musical. Ela afirmou: “Meu pai foi muito receoso no começo... mas minha mãe sempre me apoiou desde o início. Agradeço muito a ela por também ter convencido meu pai”.

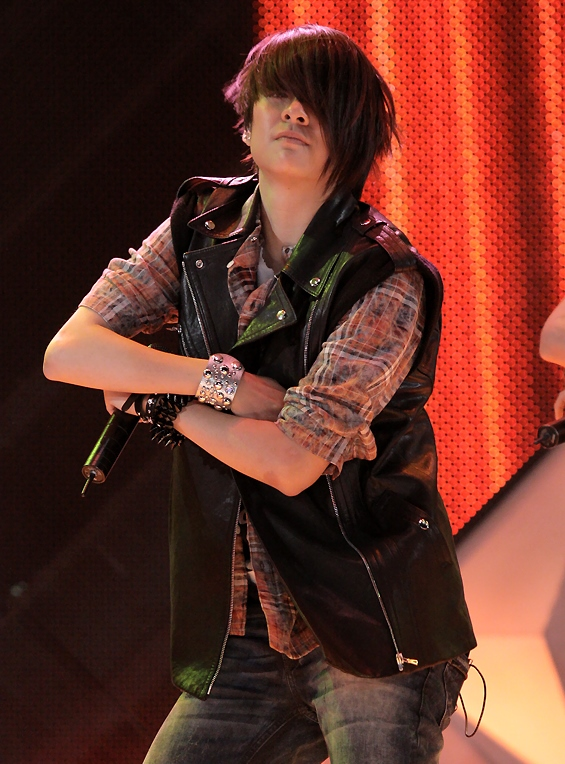
Amber durante apresentação do F(x) no Live Power Music em 18 de setembro de 2009.

Depois de um ano e meio treinando na Coreia do Sul, debutou como rapper principal do grupo feminino de k-pop F(x) , juntamente com Luna (Park Sunyoung), Krystal Jung (Jung Soojung), Sulli (Choi Jinri) e Victoria Song (Song Qian) em 5 de setembro de 2009. Amber compôs e escreveu letras para algumas músicas do grupo, como "Goodbye Summer", o single de seu segundo álbum de estúdio, Pink Tape, e "Summer Lover", parte do terceiro álbum de estúdio do grupo, Red Light.
Já nessa época Amber colaborava frequentemente com outros artistas da SM Entertainment. Nos dias 19 e 20 de dezembro de 2009, ela participou da turnê Into the New World, do Girl's Generation, perfomando como rapper e dançarina com Yuri durante o cover de "1, 2 Step", da cantora Ciara. Em junho 2010, participou terceiro álbum de estúdio em mandarim do cantor taiwanês Danson Tang, The First Second, executando os vocais de rap em coreano e em inglês para a música "I'm Back" e aparecendo no vídeo da música. Amber também trabalhou com Luna e Krystal, suas companheiras de grupo, para a OST do drama God of Study, com a música "Spread Its Wings".

### 2011-2014: Estreia na televisão sul-coreana e as primeiras colaborações
Em outubro de 2011, Amber fez sua estreia na televisão coreana participando do reality show Invincible Youth, deixando o programa em abril de 2012 em razão das preparações para o novo álbum do F(x), Electric Shock, e para o debut do grupo no Japão.
Amber também participou da turnê Super Show 4, do Super Junior, nos show dos dias 19 e 20 de novembro. Juntamente com Victoria e Sulli, suas companheiras de grupo, fez parte da performance de "Oops!!" com Shindong, Donghae, Eunhyuk e Leeteuk. Também fez os vocais de rap durante o a apresentação solo de Henry Lau, um cover da música "Baby" de Justin Bieber. Em dezembro do mesmo ano, Amber e Henry repetiram a parceria gravando um cover de "Happy Holidays" para o canal do YouTube da SMTOWN.
No início de 2012, em 17 de março, Amber se apresentou no Immortal Songs 2 acompanhando Taemin (SHINee) no cover de "Wrongful Meeting"; Taemin cantou e Amber fez o rap. Em 15 de Setembro Amber retorna ao programa em um dueto com sua companheira de grupo Luna, perfomando "Needlessly" da cantora Yoo Shi Nae. Ela também foi destaque na música solo de Stephanie, "Dance (NANANA)". Ainda em 2012, durante a SM Town Live World Tour III, Amber, Key (SHINee), e Kris (EXO) fizeram a performance de "Like a G6".
Em 2013, ela participou da versão coreana da faixa-título do álbum de estreia de Henry, chamada "1-4-3 (I Love You)"; o vídeo da música foi lançando no cana da SM em 28 de agosto. Amber também apresentou o programa musical Show Champion, da MBC, com Eunjung (T-ara) ao longo do ano, deixando o cargo em 18 de dezembro de 2013.
Em 6 de junho de 2014, ela se tornou apresentadora do programa da KBS, A Song for You, com Kangin (Super Junior) e Yook Sungjae (BtoB). Também foi apresentadora do We Got Married Global Edition ao lado de So Ryong (Tasty). No início de dezembro, ela e Ailee, sua amiga pessoal, estrelaram o programa One Fine Day, um reality show de viagens com 9 episódios. O programa, que foi ao ar pela MBC Music, seguiu-se de uma viagem de férias das duas, filmada na Ilha de Jeju. Em 31 de dezembro, Amber foi confirmada como parte do elenco feminino do programa Real Men, um reality show sobre a vivência no serviço militar sul-coreano transmitido pela MBC.

### 2015-2017: Início da carreira solo

#### 2015:Beautiful
No final de novembro de 2014 a S.M Entertainment anunciou o debut solo de Amber, revelando que o álbum teria o lançamento previsto para fevereiro de 2015. Ela seria o primeiro membro do F(x) a fazer sua estreia solo.
Poucos dias antes do lançamento do álbum, em 9 de fevereiro, um vídeo com a letra da faixa B-side que dá nome ao álbum, "Beautiful", foi publicado. O MV continha fotos da infância da cantora, além de fotos desde sua estreia como integrante do f(x). A música é uma balada acústica e sua letra, escrita 3 anos antes de seu lançamento, conta a história das dificuldades que a cantora enfrentou enquanto perseguia seus sonhos de ser uma artista e como ela gostava de si mesma do jeito que é.
Em 13 de fevereiro de 2015, o EP Beautiful foi lançado em formato físico e digital tanto na Coreia do Sul quanto globalmente. O álbum de 6 faixas foi inteiramente escrito e composto por Amber, incluindo o single principal, "Shake That Brass", que conta com a presença de Taeyeon (Girls' Generation). Na transmissão de 12 de fevereiro do Cultwo Show da SBS Power FM, Amber revelou que perguntou pessoalmente à cantora se ela queria participar da música.
A última faixa, "I Just Wanna", é a versão em inglês de "Goodbye Summer", música do F(x) inclusa no segundo álbum de estúdio do grupo, Pink Tape. A música foi composta por Amber e Gen Neo, da equipe de produtores musicais NoizeBank. Amber usou suas letras originais em inglês na faixa e convidou Eric Nam para participar como vocalista.
Beautiful estreou em segundo lugar na parada de álbuns mundiais da Billboard e em 19º lugar na Heatseekers Albums. De acordo com Jeff Benjamin, da Billboard K-Town, esta classificação indicava que Amber já uma grande base de fãs internacionais desde então.

#### 2016:Crossing
O próximo single solo de Amber, "Borders", foi lançado em março de 2016 como parte do projeto SM Station. Escrita inteiramente em inglês, a faixa de hip hop relata suas experiências de infância e passa uma mensagem para não desistir diante das dificuldades da vida. Amber participou da composição, letra e arranjo da música.
No dia 15 de maio de 2016 um teaser publicado no canal da SM Entertainmet mostrava Amber questionando a si mesma a respeito dos rumos que sua vida estava tomando e suas motivações para continuar. O vídeo foi o anúncio da série “Crossing”, um projeto composto por 3 músicas escritas, compostas e arranjadas por Amber, das quais “Borders” foi a primeira.
“On My Own”, uma balada pop com base de piano elétrico, chegou às plataformas de streaming globais em 18 de maio de 2016, com versões em coreano e inglês. A música, feita em parceria com Gen Neo, traz letras baseadas nas experiências pessoais de Amber em encontrar esperança diante dos problemas.
Uma semana depois, em 25 de maio, foi lançado o último single da série, “Need to Feel Needed”. Amber dessa vez trouxe uma canção de amor romântico lenta e suave, falando sobre manter a simplicidade ao se apaixonar.
Em 9 de setembro de 2016, a SM Entertainment publicou o MV oficial de "Breathe Again", uma dance music que combina os já conhecidos vocais de rap da Amber com estilo de produção eletrônica característico do DJ japonês Ksuke. Esta foi a primeira música inteiramente em inglês de Amber e sua primeira colaboração com o Ksuke.

### 2017-2019: Outras colaborações

#### 2017:FANTASY
Em 2017 Amber se juntou ao Superfruit para adicionar suas cores vocais à música “FANTASY”, lançada em 15 de setembro como parte do álbum mais recente da dupla, "Future Friends - Part Two". Em uma live no YouTube, Mitch Grassi e Scott Hoying revelaram que a ideia da colaboração começou pelo Twitter, quando Amber fez uma postagem sobre a música “Bad for us”, o single mais recente do Superfruit até então.
“Nós surtamos”, continuou Hoying. “Nós pensamos, ‘a rainha Amber Liu do F(x) gosta de ‘Bad For Us’”. Naturalmente, entraram em contato por DMs para ver se ela aceitaria trabalhar conosco em uma música. Quando ela concordou, eles lhe enviaram a faixa – e em dois dias ela devolveu um verso completo. Isso foi tão bom. Afinal, Amber é uma compositora muito prolífica, escrevendo bops atrevidos como ‘Shake That Brass’”. Hoying concluiu que a dupla se sentiu “honrada por ter uma grande estrela do K-pop em nossa música”.

#### 2018:Lower
Para a 2ª temporada do SM Station no início de 2018, Amber e Luna trabalharam juntas em “Lower”, uma faixa house progressiva com sons de sintetizador que apresenta uma combinação poderosa dos vocais das duas; a letra da música fala sobre a busca por um lugar onde possam ser livres.
Numa transmissão do Naver V Live no dia 5 de janeiro, a data de lançamento da música, as duas revelaram que Amber dirigiu e editou sozinha o MV de “Lower”. Luna comentou: “Amber produziu o videoclipe. Eu sofri muito. Se você olhar o videoclipe, meus lábios não estão se movendo muito porque estavam congelados”. Ao final da live, ela elogia o trabalho de Amber, dizendo: “Não é chique, mas o ponto é a sofisticação. Os videoclipes do F(x) são muito sofisticados, mas 'Lower' é de uma cor diferente. Tem as cores da Amber. Como alguém que participou [do videoclipe], estou muito orgulhosa. É de altíssima qualidade.”

## Discografia

### EPs, mixtapes e álbuns
| Título                                                                                | Detalhes do Álbum | Posição nas paradas | Posição nas paradas | Vendas         |
| Título                                                                                | Detalhes do Álbum | KOR                 | USA                 | Vendas         |
| Coreano                                                                               | Coreano | Coreano             | Coreano             | Coreano        |
| ------------------------------------------------------------------------------------- | --- | ------------------- | ------------------- | -------------- |
| Beautiful                                                                             | - Lançamento: 13 de fevereiro de 2015 - Gravadora: S.M. Entertainment - Tipo: extended play - Formatos: CD, download digital Lista de Faixas 1. "Beautiful" 2. "Shake That Brass" (featuring Taeyeon of Girls' Generation) 3. "Love Run" 4. "Heights" 5. "I Just Wanna" (featuring Eric Nam) | 2                   | 2                   | - KOR: 15.620+ |
| Inglês                                                                                | |                     |                     |                |
| Rogue Rouge                                                                           | - Lançamento: 15 de abril de 2018 - Gravadora: independente - Tipo: mixtape - Formatos: download digital gratuito Lista de Faixas 1. "Get Over It" 2. "Closed Doors" 3. "High Hopes" 4. "Right Now" (featuring Gen Neo) 5. "Lifeline" 6. "Three Million Years" | —                   | —                   | —              |
| X                                                                                     | - Lançamento: 17 de janeiro de 2020 - Gravadora: Steel Wool Entertainment - Tipo: extended play - Formatos: CD, download digital Lista de Faixas 1. "Hands behind my back" 2. "Other People" 3. "Curiosity" 4. "Numb" 5. "Ready for the Ride" 6. "Stay Calm" | —                   | —                   | —              |
| y?                                                                                    | - Lançamento: 7 de maio de 2021 - Gravadora: Steel Wool Entertainment - Tipo: álbum - Formato: Download digital Lista de faixas 1. "neon" (feat. PENIEL) 2. "make it better" 3. "blue" (feat. Junoflo) 4. "vegas" 5. "complicated" 6. "neon" (feat. Blow Fever) - Mandarin Version 7. "blue" (feat. Masiwei) - Mandarin Version 8. "complicated" - Mandarin Version                                         | —                   | —                   | —              |
| Z!                                                                                    | - Lançamento: 25 de fevereiro de 2022 - Gravadora: Steel Wool Entertainment - Tipo: álbum - Formato: Download digital Lista de faixas 1. "PARADISE" 2. "BAD DECISIONS" 3. "EASIER (feat. Jackson Wang) 4. "DON'T DANCE" 5. "I LOVE SOMEBODY" 6. "DONE THINKING (feat. Gen Neo & LXX) 7. "LATELY" 8. PARADISE" - Mandarim Version 9. "別假裝" 10. "DONE THINKING" (feat. Gen Neo & Psy.P) - Mandarin Version | —                   | —                   | —              |
| "—" denota lançamentos que não apareceram nos charts ou não foram lançadas na região. | |                     |                     |                |

### Singles
| Título                                                                                | Ano  | Melhores posições nas paradas | Melhores posições nas paradas | Álbum                 | Vendas               |
| Título                                                                                | Ano  | KOR                           | USA                           | Álbum                 | Vendas               |
| ------------------------------------------------------------------------------------- | ---- | ----------------------------- | ----------------------------- | --------------------- | -------------------- |
| "Shake That Brass" (feat. Taeyeon)                                                    | 2015 | 17                            | 4                             | Beautiful             | - KOR: 112.504+ (DL) |
| "Borders"                                                                             | 2016 | —                             | —                             | Crossing / SM Station |                      |
| "Wave" (With Luna feat. R3hab & XaviGi)                                               | 2016 | —                             | —                             | SM Station            |                      |
| "On My Own" (com Gen Neo)                                                             | 2016 | —                             | —                             | Crossing              |                      |
| "Need to Feel Needed"                                                                 | 2016 | —                             | —                             | Crossing              |                      |
| "Hands Behind My Back                                                                 | 2019 | —                             | —                             | X                     |                      |
| "Other People"                                                                        | 2019 | —                             | —                             | X                     |                      |
| "Curiosity"                                                                           | 2019 | —                             | —                             | X                     |                      |
| "Curiosity" (Mandarin Version)                                                        | 2019 | —                             | —                             | X                     |                      |
| "Numb"                                                                                | 2019 | —                             | —                             | X                     |                      |
| "Ready for the Ride"                                                                  | 2019 | —                             | —                             | X                     |                      |
| "Stay Calm"                                                                           | 2020 | —                             | —                             | X                     |                      |
| "neon" (feat. PENIEL)                                                                 | 2021 | —                             | —                             | y?                    |                      |
| "neon" - Mandarin Version (feat. Blow Fever)                                          | 2021 | —                             | —                             | y?                    |                      |
| "vegas"                                                                               | 2021 | —                             | —                             | y?                    |                      |
| "blue" - Mandarin Version (feat. MaSiWei)                                             | 2021 | —                             | —                             | y?                    |                      |
| "PARADISE" - Mandarin Version                                                         | 2021 | —                             | —                             | Z!                    |                      |
| "PARADISE"                                                                            | 2021 | —                             | —                             | Z!                    |                      |
| "BAD DECISIONS"                                                                       | 2021 | —                             | —                             | Z!                    |                      |
| "別假裝"                                                                              | 2021 | —                             | —                             | Z!                    |                      |
| "DON'T DANCE"                                                                         | 2021 | —                             | —                             | Z!                    |                      |
| "EASIER" (feat. Jackson Wang)                                                         | 2021 | —                             | —                             | Z!                    |                      |
| "EASIER" - Japanese Version (feat. Jackson Wang)                                      | 2021 | —                             | —                             |                       |                      |
| "Love Should Be" (影視劇《愛情應該有的樣子》片頭曲)                                   | 2022 | —                             | —                             |                       |                      |
| "No More Sad Songs"                                                                   | 2023 | —                             | —                             |                       |                      |
| "No More Sad Songs" - Mandarin Version                                                | 2023 | —                             | —                             |                       |                      |
| "ILY"                                                                                 | 2023 | —                             | —                             |                       |                      |
| "Can't Go Yet" (feat. Scott Hoying)                                                   | 2023 | —                             | —                             |                       |                      |
| "HARDER" (feat. Jackson Wang & Yultron)                                               | 2023 | —                             | —                             |                       |                      |
| "hatemyself"                                                                          | 2023 | —                             | —                             |                       |                      |
| "Dusk Till Dawn"                                                                      | 2024 | —                             | —                             |                       |                      |
| "—" denota lançamentos que não apareceram nos charts ou não foram lançadas na região. |      |                               |                               |                       |                      |

### Outras Canções nas Paradas
| Título                              | Ano  | Melhores posições nas paradas | Álbum     |
| Título                              | Ano  | KOR                           | Álbum     |
| ----------------------------------- | ---- | ----------------------------- | --------- |
| "Beautiful"                         | 2015 | 87                            | Beautiful |
| "I Just Wanna" (featuring Eric Nam) | 2015 | 63                            | Beautiful |

### Colaborações
| Ano  | Canção                                 | Álbum                                          | Artista                      |
| ---- | -------------------------------------- | ---------------------------------------------- | ---------------------------- |
| 2010 | "Spread Its Wings"                     | KBS God of Study OST                           | Com Luna & Krystal           |
| 2010 | "I'm Back"                             | The First Second                               | Dueto com Danson Tang        |
| 2010 | "1, 2 Step [Live]"                     | The 1st Asia Tour Concert - Into the New World | Dueto com Yuri               |
| 2013 | "1-4-3 (I Love You)"                   | 1-4-3 (I Love You)                             | Dueto com Henry              |
| 2015 | "Letting Go"                           | VIVID                                          | Dueto com Ailee              |
| 2015 | "Just a Love"                          | Two Yoo Project - Sugar Man Part.6             | Dueto com Luna               |
| 2017 | "FANTASY"                              | Future Friends                                 | Com SuperFruit               |
| 2017 | "Love Don't Hurt"                      | Hello                                          | Dueto com Shannon Williams   |
| 2018 | "XL Uber"                              | Places Like Home                               | Com Justin Park              |
| 2018 | "Perfect"                              | The Light                                      | Com James Lee                |
| 2019 | "Get Myself"                           | Disorder                                       | Com FYKE                     |
| 2019 | "Worthy"                               | I Am                                           | Com Megan Lee                |
| 2019 | "Like You"                             | The Nine                                       | Com Sam Barsh e Van Ike      |
| 2020 | "Fix Me"                               | Love Drunk                                     | Com Travis Artero            |
| 2020 | "Alright"                              | Alright                                        | Com James Lee                |
| 2020 | "Perfect Storm"                        | Holy Nights                                    | Com MIYAVI                   |
| 2021 | "My Domain"                            | My Domain                                      | Com Emily Mei e Sorn         |
| 2021 | "Oops! (I'm comin' thru)"              | Oops! (I'm comin' thru)                        | Com Sunnee                   |
| 2022 | "My Own Worst Enemy"                   | My Own Worst Enemy                             | Com Kyd the Band e TheGifted |
| 2022 | "與別人無關(電視劇《她們的名字》插曲)" | Rising Lady OST                                | Com Vinida Weng e Laurie     |
| 2022 | "BLEED ME DRY!"                        | 2 Things Can Be True at The Same Time          | Com DANakaDAN                |
| 2023 | "重生(电影《鹦鹉杀》主题曲)"           |                                                | Com 李雪琴 e 刘恋            |
| 2023 | "Leave The Ground"                     |                                                | Com Elephante                |
| 2023 | "Get it? Got it? Good"                 | BEEP BEEP                                      | Com Jessica Jung             |

### Composições
| Ano  | Canção                | Álbum                 | Artista(s)          | Intérprete(s)                           |
| ---- | --------------------- | --------------------- | ------------------- | --------------------------------------- |
| 2012 | "Beautiful Stranger"  | Electric Shock        | f(x)                | Cantado com Luna & Krystal              |
| 2013 | "Goodbye Summer"      | Pink Tape             | f(x)                | Cantado com Luna, Krystal & D.O. do EXO |
| 2014 | "Summer Lover"        | Red Light             | f(x)                | f(x)                                    |
| 2015 | "Beautiful"           | Beautiful             | Amber               | Amber                                   |
| 2015 | "Shake That Brass"    | Beautiful             | Amber               | Featuring Taeyeon da Girls' Generation  |
| 2015 | "Love Run"            | Beautiful             | Amber               | Amber                                   |
| 2015 | "Heights"             | Beautiful             | Amber               | Amber                                   |
| 2015 | "I Just Wanna"        | Beautiful             | Amber               | Featuring Eric Nam                      |
| 2015 | "Letting go"          | VIVID                 | Ailee               | Dueto com Ailee                         |
| 2016 | "Borders"             | Crossing / SM Station | Amber               | Amber                                   |
| 2016 | "On My Own"           | Crossing              | Amber               | Com Gen Neo                             |
| 2016 | "Need to Feel Needed" | Crossing              | Amber               | Amber                                   |
| 2016 | "Breathe Again"       | SM Station            | Amber e Ksuke       | Amber                                   |
| 2018 | "Get Over It"         | Rogue Rouge           | Amber               | Amber                                   |
| 2018 | "Closed Doors"        | Rogue Rouge           | Amber               | Amber                                   |
| 2018 | "High Hopes"          | Rogue Rouge           | Amber               | Amber                                   |
| 2018 | "Right Now"           | Rogue Rouge           | Amber               | Amber com Gen Neo                       |
| 2018 | "Lifetime"            | Rogue Rouge           | Amber               | Amber                                   |
| 2018 | "Three Million Years" | Rogue Rouge           | Amber               | Amber                                   |
| 2018 | "XL UBER"             | —                     | Amber e Justin Park | Justin Park feat. Amber Liu             |

## Filmografia

### Filmes
| Ano  | Título                                                   | Personagem  | Notas                                                |
| ---- | -------------------------------------------------------- | ----------- | ---------------------------------------------------- |
| 2012 | I AM. – SM Town Live World Tour in Madison Square Garden | ele mesmo   | Filme biográfico da SM Town em Nova York             |
| 2015 | SM TOWN Live: The Stage                                  | ele mesmo   | Documentário da SM Town Live World Tour IV em Tóquio |
| 2018 | The Eagle and the Albatross                              | Ji-min Kurt | em pós-produção                                      |

### Dramas
| Ano  | Título    | Personagem | Notas       |
| ---- | --------- | ---------- | ----------- |
| 2016 | Entourage | Joey Jung  | coadjuvante |

### Programas de variedades
| Ano       | Título                         | Emissora                 | Tipo de Participação   |
| --------- | ------------------------------ | ------------------------ | ---------------------- |
| 2011-2012 | Invincible Youth               | KBS                      | Temporada Regular      |
| 2013      | Show Champion                  | MBC Music                | Anfitriã               |
| 2014      | We Got Married Global Edition  | MBC                      | Anfitriã               |
| 2014      | A Song For You 3               | KBS                      | Anfitriã               |
| 2014      | Ailee & Amber: One Fine Day    | MBC                      | Temporada Regular      |
| 2015      | Real Men                       | MBC                      | Elenco                 |
| 2015      | Top Fly                        | JSBC: Jiangsu Television | Elenco                 |
| 2015      | A Song For You 4               | KBS                      | Anfitriã               |
| 2015      | Happy Together                 | KBS2                     | Convidada, Ep. 395     |
| 2016      | We Got Married                 | MBC                      | Palestrante            |
| 2021      | Produce Camp 2021              | WeTV                     | Mentora                |
| 2023      | Sisters Who Make Waves         | Mango TV                 | Elenco                 |
| 2023      | A Delicious Guess              | Mango TV                 | Elenco                 |
| 2023      | The Next 2023                  | WeTV                     | Mentora e comentarista |
| 2023      | Our Song: Singing With Legends | Dragon TV                | Elenco                 |

## Turnês

### 2018 - Gone Rogue Tour
| Data       | Cidade         | País           | Local               | Setlist |
| ---------- | -------------- | -------------- | ------------------- | --- |
| 5/12/2018  | Chicago        | Estados Unidos | Park West           | 1. "White Noise" 2. "High Hopes" 3. "Lost at Sea" 4. "Closed Doors" 5. "Right Now" 6. "Need to Feel Needed" 7. "XL Uber (with Justin Park)" 8. "Borders" 9. "On My Own" 10. "Three Million Years" 11. "Beautiful" 12. "Get Over It" 13. "Countdown" 14. "Shake That Brass" Encore 1. "I Just Wanna (with Justin Park)" 2. "All I Want for Christmas Is You (Mariah Carey cover)" |
| 7/12/2018  | Washington D.C | Estados Unidos | U-Street Music Hall | 1. "White Noise" 2. "High Hopes" 3. "Lost at Sea" 4. "Closed Doors" 5. "Right Now" 6. "Need to Feel Needed" 7. "XL Uber (with Justin Park)" 8. "Borders" 9. "On My Own" 10. "Three Million Years" 11. "Beautiful" 12. "Get Over It" 13. "Countdown" 14. "Shake That Brass" Encore 1. "I Just Wanna (with Justin Park)" 2. "All I Want for Christmas Is You (Mariah Carey cover)" |
| 8/12/2018  | Toronto        | Canadá         | Opera House         | 1. "White Noise" 2. "High Hopes" 3. "Lost at Sea" 4. "Closed Doors" 5. "Right Now" 6. "Need to Feel Needed" 7. "XL Uber (with Justin Park)" 8. "Borders" 9. "On My Own" 10. "Three Million Years" 11. "Beautiful" 12. "Get Over It" 13. "Countdown" 14. "Shake That Brass" Encore 1. "I Just Wanna (with Justin Park)" 2. "All I Want for Christmas Is You (Mariah Carey cover)" |
| 9/12/2018  | Nova York      | Estados Unidos | Irving Plaza        | 1. "White Noise" 2. "High Hopes" 3. "Lost at Sea" 4. "Closed Doors" 5. "Right Now" 6. "Need to Feel Needed" 7. "XL Uber (with Justin Park)" 8. "Borders" 9. "On My Own" 10. "Three Million Years" 11. "Beautiful" 12. "Get Over It" 13. "Countdown" 14. "Shake That Brass" Encore 1. "I Just Wanna (with Justin Park)" 2. "All I Want for Christmas Is You (Mariah Carey cover)" |
| 13/12/2018 | Los Angeles    | Estados Unidos | Belasco             | 1. "White Noise" 2. "High Hopes" 3. "Lost at Sea" 4. "Closed Doors" 5. "Right Now" 6. "Need to Feel Needed" 7. "XL Uber (with Justin Park)" 8. "Borders" 9. "On My Own" 10. "Three Million Years" 11. "Beautiful" 12. "Get Over It" 13. "Countdown" 14. "Shake That Brass" Encore 1. "I Just Wanna (with Justin Park)" 2. "All I Want for Christmas Is You (Mariah Carey cover)" |
| 14/12/2018 | São Francisco  | Estados Unidos | Slim's              | 1. "White Noise" 2. "High Hopes" 3. "Lost at Sea" 4. "Closed Doors" 5. "Right Now" 6. "Need to Feel Needed" 7. "XL Uber (with Justin Park)" 8. "Borders" 9. "On My Own" 10. "Three Million Years" 11. "Beautiful" 12. "Get Over It" 13. "Countdown" 14. "Shake That Brass" Encore 1. "I Just Wanna (with Justin Park)" 2. "All I Want for Christmas Is You (Mariah Carey cover)" |

### 2020 - Tour X
| Data      | Cidade         | País           | Local                         | Setlist |
| --------- | -------------- | -------------- | ----------------------------- | --- |
| 17/1/2020 | Fresno         | Estados Unidos | Strummer's                    | 1. "Hands Behind My Back" 2. "Other People" 3. "Curiosity" 4. "Numb" 5. "Ready for the Ride" 6. "Stay Calm" 7. "Shake that Brass" 8. "Beautiful" 9. "Get Over It" 10. "Three Million Years" 11. "Countdown" 12. "Borders" 13. "Lost at Sea" 14. "White Noise" 15. "Get Myself" Encore 1. "Let It Go (from Frozen)" 2. "Pokemon Theme" |
| 18/1/2020 | São Francisco  | Estados Unidos | The Warfield                  | 1. "Hands Behind My Back" 2. "Other People" 3. "Curiosity" 4. "Numb" 5. "Ready for the Ride" 6. "Stay Calm" 7. "Shake that Brass" 8. "Beautiful" 9. "Get Over It" 10. "Three Million Years" 11. "Countdown" 12. "Borders" 13. "Lost at Sea" 14. "White Noise" 15. "Get Myself" Encore 1. "Let It Go (from Frozen)" 2. "Pokemon Theme" |
| 20/1/2020 | Portland       | Estados Unidos | Wonder Ballroom               | 1. "Hands Behind My Back" 2. "Other People" 3. "Curiosity" 4. "Numb" 5. "Ready for the Ride" 6. "Stay Calm" 7. "Shake that Brass" 8. "Beautiful" 9. "Get Over It" 10. "Three Million Years" 11. "Countdown" 12. "Borders" 13. "Lost at Sea" 14. "White Noise" 15. "Get Myself" Encore 1. "Let It Go (from Frozen)" 2. "Pokemon Theme" |
| 21/1/2020 | Seattle        | Estados Unidos | The Showbox                   | 1. "Hands Behind My Back" 2. "Other People" 3. "Curiosity" 4. "Numb" 5. "Ready for the Ride" 6. "Stay Calm" 7. "Shake that Brass" 8. "Beautiful" 9. "Get Over It" 10. "Three Million Years" 11. "Countdown" 12. "Borders" 13. "Lost at Sea" 14. "White Noise" 15. "Get Myself" Encore 1. "Let It Go (from Frozen)" 2. "Pokemon Theme" |
| 23/1/2020 | Vancouver      | Canadá         | The Vogue Theatre             | 1. "Hands Behind My Back" 2. "Other People" 3. "Curiosity" 4. "Numb" 5. "Ready for the Ride" 6. "Stay Calm" 7. "Shake that Brass" 8. "Beautiful" 9. "Get Over It" 10. "Three Million Years" 11. "Countdown" 12. "Borders" 13. "Lost at Sea" 14. "White Noise" 15. "Get Myself" Encore 1. "Let It Go (from Frozen)" 2. "Pokemon Theme" |
| 25/1/2020 | Salt Lake City | Estados Unidos | The Complex                   | 1. "Hands Behind My Back" 2. "Other People" 3. "Curiosity" 4. "Numb" 5. "Ready for the Ride" 6. "Stay Calm" 7. "Shake that Brass" 8. "Beautiful" 9. "Get Over It" 10. "Three Million Years" 11. "Countdown" 12. "Borders" 13. "Lost at Sea" 14. "White Noise" 15. "Get Myself" Encore 1. "Let It Go (from Frozen)" 2. "Pokemon Theme" |
| 26/1/2020 | Denver         | Estados Unidos | Gothic Theatre                | 1. "Hands Behind My Back" 2. "Other People" 3. "Curiosity" 4. "Numb" 5. "Ready for the Ride" 6. "Stay Calm" 7. "Shake that Brass" 8. "Beautiful" 9. "Get Over It" 10. "Three Million Years" 11. "Countdown" 12. "Borders" 13. "Lost at Sea" 14. "White Noise" 15. "Get Myself" Encore 1. "Let It Go (from Frozen)" 2. "Pokemon Theme" |
| 28/1/2020 | Minneapolis    | Estados Unidos | Varsity Theater               | 1. "Hands Behind My Back" 2. "Other People" 3. "Curiosity" 4. "Numb" 5. "Ready for the Ride" 6. "Stay Calm" 7. "Shake that Brass" 8. "Beautiful" 9. "Get Over It" 10. "Three Million Years" 11. "Countdown" 12. "Borders" 13. "Lost at Sea" 14. "White Noise" 15. "Get Myself" Encore 1. "Let It Go (from Frozen)" 2. "Pokemon Theme" |
| 30/1/2020 | Milwaukee      | Estados Unidos | The Rave II                   | 1. "Hands Behind My Back" 2. "Other People" 3. "Curiosity" 4. "Numb" 5. "Ready for the Ride" 6. "Stay Calm" 7. "Shake that Brass" 8. "Beautiful" 9. "Get Over It" 10. "Three Million Years" 11. "Countdown" 12. "Borders" 13. "Lost at Sea" 14. "White Noise" 15. "Get Myself" Encore 1. "Let It Go (from Frozen)" 2. "Pokemon Theme" |
| 31/1/2020 | Indianapolis   | Estados Unidos | Deluxe at Old National Centre | 1. "Hands Behind My Back" 2. "Other People" 3. "Curiosity" 4. "Numb" 5. "Ready for the Ride" 6. "Stay Calm" 7. "Shake that Brass" 8. "Beautiful" 9. "Get Over It" 10. "Three Million Years" 11. "Countdown" 12. "Borders" 13. "Lost at Sea" 14. "White Noise" 15. "Get Myself" Encore 1. "Let It Go (from Frozen)" 2. "Pokemon Theme" |
| 1/2/2020  | Chicago        | Estados Unidos | House of Blues                | 1. "Hands Behind My Back" 2. "Other People" 3. "Curiosity" 4. "Numb" 5. "Ready for the Ride" 6. "Stay Calm" 7. "Shake that Brass" 8. "Beautiful" 9. "Get Over It" 10. "Three Million Years" 11. "Countdown" 12. "Borders" 13. "Lost at Sea" 14. "White Noise" 15. "Get Myself" Encore 1. "Let It Go (from Frozen)" 2. "Pokemon Theme" |
| 4/2/2020  | Boston         | Estados Unidos | Paradise Rock Club            | 1. "Hands Behind My Back" 2. "Other People" 3. "Curiosity" 4. "Numb" 5. "Ready for the Ride" 6. "Stay Calm" 7. "Shake that Brass" 8. "Beautiful" 9. "Get Over It" 10. "Three Million Years" 11. "Countdown" 12. "Borders" 13. "Lost at Sea" 14. "White Noise" 15. "Get Myself" Encore 1. "Let It Go (from Frozen)" 2. "Pokemon Theme" |
| 5/2/2020  | Filadélfia     | Estados Unidos | Theatre of the Living Arts    | 1. "Hands Behind My Back" 2. "Other People" 3. "Curiosity" 4. "Numb" 5. "Ready for the Ride" 6. "Stay Calm" 7. "Shake that Brass" 8. "Beautiful" 9. "Get Over It" 10. "Three Million Years" 11. "Countdown" 12. "Borders" 13. "Lost at Sea" 14. "White Noise" 15. "Get Myself" Encore 1. "Let It Go (from Frozen)" 2. "Pokemon Theme" |
| 7/2/2020  | Nova Iorque    | Estados Unidos | Terminal 5                    | 1. "Hands Behind My Back" 2. "Other People" 3. "Curiosity" 4. "Numb" 5. "Ready for the Ride" 6. "Stay Calm" 7. "Shake that Brass" 8. "Beautiful" 9. "Get Over It" 10. "Three Million Years" 11. "Countdown" 12. "Borders" 13. "Lost at Sea" 14. "White Noise" 15. "Get Myself" Encore 1. "Let It Go (from Frozen)" 2. "Pokemon Theme" |
| 8/2/2020  | Silver Spring  | Estados Unidos | The Fillmore                  | 1. "Hands Behind My Back" 2. "Other People" 3. "Curiosity" 4. "Numb" 5. "Ready for the Ride" 6. "Stay Calm" 7. "Shake that Brass" 8. "Beautiful" 9. "Get Over It" 10. "Three Million Years" 11. "Countdown" 12. "Borders" 13. "Lost at Sea" 14. "White Noise" 15. "Get Myself" Encore 1. "Let It Go (from Frozen)" 2. "Pokemon Theme" |
| 9/2/2020  | Pittsburgh     | Estados Unidos | Rex Theatre                   | 1. "Hands Behind My Back" 2. "Other People" 3. "Curiosity" 4. "Numb" 5. "Ready for the Ride" 6. "Stay Calm" 7. "Shake that Brass" 8. "Beautiful" 9. "Get Over It" 10. "Three Million Years" 11. "Countdown" 12. "Borders" 13. "Lost at Sea" 14. "White Noise" 15. "Get Myself" Encore 1. "Let It Go (from Frozen)" 2. "Pokemon Theme" |
| 11/2/2020 | Detroit        | Estados Unidos | St. Andrew's Hall             | 1. "Hands Behind My Back" 2. "Other People" 3. "Curiosity" 4. "Numb" 5. "Ready for the Ride" 6. "Stay Calm" 7. "Shake that Brass" 8. "Beautiful" 9. "Get Over It" 10. "Three Million Years" 11. "Countdown" 12. "Borders" 13. "Lost at Sea" 14. "White Noise" 15. "Get Myself" Encore 1. "Let It Go (from Frozen)" 2. "Pokemon Theme" |
| 13/2/2020 | Columbus       | Estados Unidos | Newport Music Hall            | 1. "Hands Behind My Back" 2. "Other People" 3. "Curiosity" 4. "Numb" 5. "Ready for the Ride" 6. "Stay Calm" 7. "Shake that Brass" 8. "Beautiful" 9. "Get Over It" 10. "Three Million Years" 11. "Countdown" 12. "Borders" 13. "Lost at Sea" 14. "White Noise" 15. "Get Myself" Encore 1. "Let It Go (from Frozen)" 2. "Pokemon Theme" |
| 14/2/2020 | Atlanta        | Estados Unidos | The Masquerade                | 1. "Hands Behind My Back" 2. "Other People" 3. "Curiosity" 4. "Numb" 5. "Ready for the Ride" 6. "Stay Calm" 7. "Shake that Brass" 8. "Beautiful" 9. "Get Over It" 10. "Three Million Years" 11. "Countdown" 12. "Borders" 13. "Lost at Sea" 14. "White Noise" 15. "Get Myself" Encore 1. "Let It Go (from Frozen)" 2. "Pokemon Theme" |
| 16/2/2020 | Dallas         | Estados Unidos | South Side Music Hall         | 1. "Hands Behind My Back" 2. "Other People" 3. "Curiosity" 4. "Numb" 5. "Ready for the Ride" 6. "Stay Calm" 7. "Shake that Brass" 8. "Beautiful" 9. "Get Over It" 10. "Three Million Years" 11. "Countdown" 12. "Borders" 13. "Lost at Sea" 14. "White Noise" 15. "Get Myself" Encore 1. "Let It Go (from Frozen)" 2. "Pokemon Theme" |
| 17/2/2020 | Houston        | Estados Unidos | House of Blues                | 1. "Hands Behind My Back" 2. "Other People" 3. "Curiosity" 4. "Numb" 5. "Ready for the Ride" 6. "Stay Calm" 7. "Shake that Brass" 8. "Beautiful" 9. "Get Over It" 10. "Three Million Years" 11. "Countdown" 12. "Borders" 13. "Lost at Sea" 14. "White Noise" 15. "Get Myself" Encore 1. "Let It Go (from Frozen)" 2. "Pokemon Theme" |
| 18/2/2020 | Austin         | Estados Unidos | Scoot Inn                     | 1. "Hands Behind My Back" 2. "Other People" 3. "Curiosity" 4. "Numb" 5. "Ready for the Ride" 6. "Stay Calm" 7. "Shake that Brass" 8. "Beautiful" 9. "Get Over It" 10. "Three Million Years" 11. "Countdown" 12. "Borders" 13. "Lost at Sea" 14. "White Noise" 15. "Get Myself" Encore 1. "Let It Go (from Frozen)" 2. "Pokemon Theme" |
| 21/2/2020 | Los Angeles    | Estados Unidos | The Wiltern                   | 1. "Hands Behind My Back" 2. "Other People" 3. "Curiosity" 4. "Numb" 5. "Ready for the Ride" 6. "Stay Calm" 7. "Shake that Brass" 8. "Beautiful" 9. "Get Over It" 10. "Three Million Years" 11. "Countdown" 12. "Borders" 13. "Lost at Sea" 14. "White Noise" 15. "Get Myself" Encore 1. "Let It Go (from Frozen)" 2. "Pokemon Theme" |
| 22/2/2020 | San Diego      | Estados Unidos | Music Box                     | 1. "Hands Behind My Back" 2. "Other People" 3. "Curiosity" 4. "Numb" 5. "Ready for the Ride" 6. "Stay Calm" 7. "Shake that Brass" 8. "Beautiful" 9. "Get Over It" 10. "Three Million Years" 11. "Countdown" 12. "Borders" 13. "Lost at Sea" 14. "White Noise" 15. "Get Myself" Encore 1. "Let It Go (from Frozen)" 2. "Pokemon Theme" |

### 2023/2024 - No More Sad Songs Tour
| Data      | Cidade          | País           | Local                                                  | Setlist |
| --------- | --------------- | -------------- | ------------------------------------------------------ | --- |
| 10/6/2023 | Beijing         | China          | Localace Live                                          | 1. "EASIER" 2. "Hands Behind My Back" 3. "Stay Calm" 4. "Dusk till Dawn" 5. "Curiosity" 6. "Neon" 7. "A Bird" 8. "ILY" 9. "Make It Better" 10. "Three Million Years" 11. "Blue" 12. "Can't Go Yet" 13. "I Love Somebody" 14. "Lately" 15. "Numb" 16. "Hate Mysel" 17. "No More Sad Songs" 18. "Don't Dance" 19. "Bad Decisions" 20. "Countdown" 21. "Other People" Encore 1. "Shake That Brass" 2. "Paradise" |
| 12/8/2023 | Xangai          | China          | Hong Arena - National Exhibition and Convention Center | 1. "EASIER" 2. "Hands Behind My Back" 3. "Stay Calm" 4. "Dusk till Dawn" 5. "Curiosity" 6. "Neon" 7. "A Bird" 8. "ILY" 9. "Make It Better" 10. "Three Million Years" 11. "Blue" 12. "Can't Go Yet" 13. "I Love Somebody" 14. "Lately" 15. "Numb" 16. "Hate Mysel" 17. "No More Sad Songs" 18. "Don't Dance" 19. "Bad Decisions" 20. "Countdown" 21. "Other People" Encore 1. "Shake That Brass" 2. "Paradise" |
| 14/8/2023 | Hangzhou        | China          | Damai·Hangzhou 66Livehouse                             | 1. "EASIER" 2. "Hands Behind My Back" 3. "Stay Calm" 4. "Dusk till Dawn" 5. "Curiosity" 6. "Neon" 7. "A Bird" 8. "ILY" 9. "Make It Better" 10. "Three Million Years" 11. "Blue" 12. "Can't Go Yet" 13. "I Love Somebody" 14. "Lately" 15. "Numb" 16. "Hate Mysel" 17. "No More Sad Songs" 18. "Don't Dance" 19. "Bad Decisions" 20. "Countdown" 21. "Other People" Encore 1. "Shake That Brass" 2. "Paradise" |
| 17/8/2023 | Chengdu         | China          | Huaxi·Damai 66Livehouse                                | 1. "EASIER" 2. "Hands Behind My Back" 3. "Stay Calm" 4. "Dusk till Dawn" 5. "Curiosity" 6. "Neon" 7. "A Bird" 8. "ILY" 9. "Make It Better" 10. "Three Million Years" 11. "Blue" 12. "Can't Go Yet" 13. "I Love Somebody" 14. "Lately" 15. "Numb" 16. "Hate Mysel" 17. "No More Sad Songs" 18. "Don't Dance" 19. "Bad Decisions" 20. "Countdown" 21. "Other People" Encore 1. "Shake That Brass" 2. "Paradise" |
| 21/8/2023 | Guangzhou       | China          | Damai·Guangzhou 66Livehouse                            | 1. "EASIER" 2. "Hands Behind My Back" 3. "Stay Calm" 4. "Dusk till Dawn" 5. "Curiosity" 6. "Neon" 7. "A Bird" 8. "ILY" 9. "Make It Better" 10. "Three Million Years" 11. "Blue" 12. "Can't Go Yet" 13. "I Love Somebody" 14. "Lately" 15. "Numb" 16. "Hate Mysel" 17. "No More Sad Songs" 18. "Don't Dance" 19. "Bad Decisions" 20. "Countdown" 21. "Other People" Encore 1. "Shake That Brass" 2. "Paradise" |
| 17/1/2024 | Seattle         | Estados Unidos | The Crocodile                                          | 1. "EASIER" 2. "Hands Behind My Back" 3. "Stay Calm" 4. "Dusk till Dawn" 5. "Curiosity" 6. "Neon" 7. "A Bird" 8. "ILY" 9. "Make It Better" 10. "Three Million Years" 11. "Blue" 12. "Can't Go Yet" 13. "I Love Somebody" 14. "Lately" 15. "Numb" 16. "Hate Mysel" 17. "No More Sad Songs" 18. "Don't Dance" 19. "Bad Decisions" 20. "Countdown" 21. "Other People" Encore 1. "Shake That Brass" 2. "Paradise" |
| 19/1/2024 | São Francisco   | Estados Unidos | August Hall                                            | 1. "EASIER" 2. "Hands Behind My Back" 3. "Stay Calm" 4. "Dusk till Dawn" 5. "Curiosity" 6. "Neon" 7. "A Bird" 8. "ILY" 9. "Make It Better" 10. "Three Million Years" 11. "Blue" 12. "Can't Go Yet" 13. "I Love Somebody" 14. "Lately" 15. "Numb" 16. "Hate Mysel" 17. "No More Sad Songs" 18. "Don't Dance" 19. "Bad Decisions" 20. "Countdown" 21. "Other People" Encore 1. "Shake That Brass" 2. "Paradise" |
| 21/1/2024 | San Diego       | Estados Unidos | Music Box                                              | 1. "EASIER" 2. "Hands Behind My Back" 3. "Stay Calm" 4. "Dusk till Dawn" 5. "Curiosity" 6. "Neon" 7. "A Bird" 8. "ILY" 9. "Make It Better" 10. "Three Million Years" 11. "Blue" 12. "Can't Go Yet" 13. "I Love Somebody" 14. "Lately" 15. "Numb" 16. "Hate Mysel" 17. "No More Sad Songs" 18. "Don't Dance" 19. "Bad Decisions" 20. "Countdown" 21. "Other People" Encore 1. "Shake That Brass" 2. "Paradise" |
| 23/1/2024 | Chicago         | Estados Unidos | Bottom Lounge                                          | 1. "EASIER" 2. "Hands Behind My Back" 3. "Stay Calm" 4. "Dusk till Dawn" 5. "Curiosity" 6. "Neon" 7. "A Bird" 8. "ILY" 9. "Make It Better" 10. "Three Million Years" 11. "Blue" 12. "Can't Go Yet" 13. "I Love Somebody" 14. "Lately" 15. "Numb" 16. "Hate Mysel" 17. "No More Sad Songs" 18. "Don't Dance" 19. "Bad Decisions" 20. "Countdown" 21. "Other People" Encore 1. "Shake That Brass" 2. "Paradise" |
| 24/1/2024 | Toronto         | Canadá         | The Opera House                                        | 1. "EASIER" 2. "Hands Behind My Back" 3. "Stay Calm" 4. "Dusk till Dawn" 5. "Curiosity" 6. "Neon" 7. "A Bird" 8. "ILY" 9. "Make It Better" 10. "Three Million Years" 11. "Blue" 12. "Can't Go Yet" 13. "I Love Somebody" 14. "Lately" 15. "Numb" 16. "Hate Mysel" 17. "No More Sad Songs" 18. "Don't Dance" 19. "Bad Decisions" 20. "Countdown" 21. "Other People" Encore 1. "Shake That Brass" 2. "Paradise" |
| 26/1/2024 | Nova Iorque     | Estados Unidos | Irving Plaza                                           | 1. "EASIER" 2. "Hands Behind My Back" 3. "Stay Calm" 4. "Dusk till Dawn" 5. "Curiosity" 6. "Neon" 7. "A Bird" 8. "ILY" 9. "Make It Better" 10. "Three Million Years" 11. "Blue" 12. "Can't Go Yet" 13. "I Love Somebody" 14. "Lately" 15. "Numb" 16. "Hate Mysel" 17. "No More Sad Songs" 18. "Don't Dance" 19. "Bad Decisions" 20. "Countdown" 21. "Other People" Encore 1. "Shake That Brass" 2. "Paradise" |
| 28/1/2024 | Washington D.C. | Estados Unidos | 9:30 CLUB                                              | 1. "EASIER" 2. "Hands Behind My Back" 3. "Stay Calm" 4. "Dusk till Dawn" 5. "Curiosity" 6. "Neon" 7. "A Bird" 8. "ILY" 9. "Make It Better" 10. "Three Million Years" 11. "Blue" 12. "Can't Go Yet" 13. "I Love Somebody" 14. "Lately" 15. "Numb" 16. "Hate Mysel" 17. "No More Sad Songs" 18. "Don't Dance" 19. "Bad Decisions" 20. "Countdown" 21. "Other People" Encore 1. "Shake That Brass" 2. "Paradise" |
| 30/1/2024 | Londres         | Inglaterra     | O2 Academy Islington                                   | 1. "EASIER" 2. "Hands Behind My Back" 3. "Stay Calm" 4. "Dusk till Dawn" 5. "Curiosity" 6. "Neon" 7. "A Bird" 8. "ILY" 9. "Make It Better" 10. "Three Million Years" 11. "Blue" 12. "Can't Go Yet" 13. "I Love Somebody" 14. "Lately" 15. "Numb" 16. "Hate Mysel" 17. "No More Sad Songs" 18. "Don't Dance" 19. "Bad Decisions" 20. "Countdown" 21. "Other People" Encore 1. "Shake That Brass" 2. "Paradise" |
| 20/2/2024 | Tóquio          | Japão          | The Garden Hall                                        | 1. "EASIER" 2. "Hands Behind My Back" 3. "Stay Calm" 4. "Dusk till Dawn" 5. "Curiosity" 6. "Neon" 7. "A Bird" 8. "ILY" 9. "Make It Better" 10. "Three Million Years" 11. "Blue" 12. "Can't Go Yet" 13. "I Love Somebody" 14. "Lately" 15. "Numb" 16. "Hate Mysel" 17. "No More Sad Songs" 18. "Don't Dance" 19. "Bad Decisions" 20. "Countdown" 21. "Other People" Encore 1. "Shake That Brass" 2. "Paradise" |
| 22/2/2024 | Kuala Lumpur    | Malásia        | ZEPP KL                                                | 1. "EASIER" 2. "Hands Behind My Back" 3. "Stay Calm" 4. "Dusk till Dawn" 5. "Curiosity" 6. "Neon" 7. "A Bird" 8. "ILY" 9. "Make It Better" 10. "Three Million Years" 11. "Blue" 12. "Can't Go Yet" 13. "I Love Somebody" 14. "Lately" 15. "Numb" 16. "Hate Mysel" 17. "No More Sad Songs" 18. "Don't Dance" 19. "Bad Decisions" 20. "Countdown" 21. "Other People" Encore 1. "Shake That Brass" 2. "Paradise" |
| 24/2/2024 | Hong Kong       | China          | KITEC – Rotunda 3                                      | 1. "EASIER" 2. "Hands Behind My Back" 3. "Stay Calm" 4. "Dusk till Dawn" 5. "Curiosity" 6. "Neon" 7. "A Bird" 8. "ILY" 9. "Make It Better" 10. "Three Million Years" 11. "Blue" 12. "Can't Go Yet" 13. "I Love Somebody" 14. "Lately" 15. "Numb" 16. "Hate Mysel" 17. "No More Sad Songs" 18. "Don't Dance" 19. "Bad Decisions" 20. "Countdown" 21. "Other People" Encore 1. "Shake That Brass" 2. "Paradise" |
| 27/2/2024 | Tianjin         | China          | SoulSense LiveHouse                                    | 1. "EASIER" 2. "Hands Behind My Back" 3. "Stay Calm" 4. "Dusk till Dawn" 5. "Curiosity" 6. "Neon" 7. "A Bird" 8. "ILY" 9. "Make It Better" 10. "Three Million Years" 11. "Blue" 12. "Can't Go Yet" 13. "I Love Somebody" 14. "Lately" 15. "Numb" 16. "Hate Mysel" 17. "No More Sad Songs" 18. "Don't Dance" 19. "Bad Decisions" 20. "Countdown" 21. "Other People" Encore 1. "Shake That Brass" 2. "Paradise" |
| 29/2/2024 | Changsha        | China          | 达丰空间                                               | 1. "EASIER" 2. "Hands Behind My Back" 3. "Stay Calm" 4. "Dusk till Dawn" 5. "Curiosity" 6. "Neon" 7. "A Bird" 8. "ILY" 9. "Make It Better" 10. "Three Million Years" 11. "Blue" 12. "Can't Go Yet" 13. "I Love Somebody" 14. "Lately" 15. "Numb" 16. "Hate Mysel" 17. "No More Sad Songs" 18. "Don't Dance" 19. "Bad Decisions" 20. "Countdown" 21. "Other People" Encore 1. "Shake That Brass" 2. "Paradise" |
| 2/3/2024  | Wuhan           | China          | 不晚InTime 汉阳造店                                    | 1. "EASIER" 2. "Hands Behind My Back" 3. "Stay Calm" 4. "Dusk till Dawn" 5. "Curiosity" 6. "Neon" 7. "A Bird" 8. "ILY" 9. "Make It Better" 10. "Three Million Years" 11. "Blue" 12. "Can't Go Yet" 13. "I Love Somebody" 14. "Lately" 15. "Numb" 16. "Hate Mysel" 17. "No More Sad Songs" 18. "Don't Dance" 19. "Bad Decisions" 20. "Countdown" 21. "Other People" Encore 1. "Shake That Brass" 2. "Paradise" |
| 5/3/2024  | Nanquim         | China          | 1701 LIVEHOUSE MAX                                     | 1. "EASIER" 2. "Hands Behind My Back" 3. "Stay Calm" 4. "Dusk till Dawn" 5. "Curiosity" 6. "Neon" 7. "A Bird" 8. "ILY" 9. "Make It Better" 10. "Three Million Years" 11. "Blue" 12. "Can't Go Yet" 13. "I Love Somebody" 14. "Lately" 15. "Numb" 16. "Hate Mysel" 17. "No More Sad Songs" 18. "Don't Dance" 19. "Bad Decisions" 20. "Countdown" 21. "Other People" Encore 1. "Shake That Brass" 2. "Paradise" |
| 7/3/2024  | Xunquim         | China          | 寅派动力                                               | 1. "EASIER" 2. "Hands Behind My Back" 3. "Stay Calm" 4. "Dusk till Dawn" 5. "Curiosity" 6. "Neon" 7. "A Bird" 8. "ILY" 9. "Make It Better" 10. "Three Million Years" 11. "Blue" 12. "Can't Go Yet" 13. "I Love Somebody" 14. "Lately" 15. "Numb" 16. "Hate Mysel" 17. "No More Sad Songs" 18. "Don't Dance" 19. "Bad Decisions" 20. "Countdown" 21. "Other People" Encore 1. "Shake That Brass" 2. "Paradise" |
| 9/3/2024  | Shenzhen        | China          | 宝安体育馆                                             | 1. "EASIER" 2. "Hands Behind My Back" 3. "Stay Calm" 4. "Dusk till Dawn" 5. "Curiosity" 6. "Neon" 7. "A Bird" 8. "ILY" 9. "Make It Better" 10. "Three Million Years" 11. "Blue" 12. "Can't Go Yet" 13. "I Love Somebody" 14. "Lately" 15. "Numb" 16. "Hate Mysel" 17. "No More Sad Songs" 18. "Don't Dance" 19. "Bad Decisions" 20. "Countdown" 21. "Other People" Encore 1. "Shake That Brass" 2. "Paradise" |
| 12/3/2024 | Sydney          | Austrália      | The Roundhouse                                         | 1. "EASIER" 2. "Hands Behind My Back" 3. "Stay Calm" 4. "Dusk till Dawn" 5. "Curiosity" 6. "Neon" 7. "A Bird" 8. "ILY" 9. "Make It Better" 10. "Three Million Years" 11. "Blue" 12. "Can't Go Yet" 13. "I Love Somebody" 14. "Lately" 15. "Numb" 16. "Hate Mysel" 17. "No More Sad Songs" 18. "Don't Dance" 19. "Bad Decisions" 20. "Countdown" 21. "Other People" Encore 1. "Shake That Brass" 2. "Paradise" |
| 14/3/2024 | Brisbane        | Austrália      | The Fortitude Music Hall                               | 1. "EASIER" 2. "Hands Behind My Back" 3. "Stay Calm" 4. "Dusk till Dawn" 5. "Curiosity" 6. "Neon" 7. "A Bird" 8. "ILY" 9. "Make It Better" 10. "Three Million Years" 11. "Blue" 12. "Can't Go Yet" 13. "I Love Somebody" 14. "Lately" 15. "Numb" 16. "Hate Mysel" 17. "No More Sad Songs" 18. "Don't Dance" 19. "Bad Decisions" 20. "Countdown" 21. "Other People" Encore 1. "Shake That Brass" 2. "Paradise" |
| 15/3/2024 | Melbourne       | Austrália      | Festival Hall                                          | 1. "EASIER" 2. "Hands Behind My Back" 3. "Stay Calm" 4. "Dusk till Dawn" 5. "Curiosity" 6. "Neon" 7. "A Bird" 8. "ILY" 9. "Make It Better" 10. "Three Million Years" 11. "Blue" 12. "Can't Go Yet" 13. "I Love Somebody" 14. "Lately" 15. "Numb" 16. "Hate Mysel" 17. "No More Sad Songs" 18. "Don't Dance" 19. "Bad Decisions" 20. "Countdown" 21. "Other People" Encore 1. "Shake That Brass" 2. "Paradise" |
| 18/3/2024 | Auckland        | Nova Zelândia  | The Civic                                              | 1. "EASIER" 2. "Hands Behind My Back" 3. "Stay Calm" 4. "Dusk till Dawn" 5. "Curiosity" 6. "Neon" 7. "A Bird" 8. "ILY" 9. "Make It Better" 10. "Three Million Years" 11. "Blue" 12. "Can't Go Yet" 13. "I Love Somebody" 14. "Lately" 15. "Numb" 16. "Hate Mysel" 17. "No More Sad Songs" 18. "Don't Dance" 19. "Bad Decisions" 20. "Countdown" 21. "Other People" Encore 1. "Shake That Brass" 2. "Paradise" |
| 20/3/2024 | Singapura       | Singapura      | The Theatre at Mediacorp                               | 1. "EASIER" 2. "Hands Behind My Back" 3. "Stay Calm" 4. "Dusk till Dawn" 5. "Curiosity" 6. "Neon" 7. "A Bird" 8. "ILY" 9. "Make It Better" 10. "Three Million Years" 11. "Blue" 12. "Can't Go Yet" 13. "I Love Somebody" 14. "Lately" 15. "Numb" 16. "Hate Mysel" 17. "No More Sad Songs" 18. "Don't Dance" 19. "Bad Decisions" 20. "Countdown" 21. "Other People" Encore 1. "Shake That Brass" 2. "Paradise" |

## Prêmios e indicações
| Ano  | Prêmio                   | Categoria                           | Trabalho indicado  | Resultado |
| ---- | ------------------------ | ----------------------------------- | ------------------ | --------- |
| 2015 | Mnet Asian Music Awards  | Melhor Performance de Dança         | "Shake That Brass" | Indicado  |
| 2015 | MBC Entertainment Awards | Prêmio de Melhor Iniciante Feminino | "Real Men"         | Venceu    |

## Ligações externa
- Media relacionados com Amber Liu no Wikimedia Commons
- Amber Liu no Instagram
- Amber Liu no X
- Amber Liu no TikTok
- Amber Liu no Sina Weibo
- Amber Liu no YouTube
- Amber Liu na Twitch